# Rospigliani
Rospigliani (en cors Ruspigliani) és un municipi francès, situat a la regió de Còrsega, al departament d'Alta Còrsega. L'any 1999 tenia 78 habitants.

## Demografia
| 1962 | 1968 | 1975 | 1982 | 1990 | 1999 |
| ---- | ---- | ---- | ---- | ---- | ---- |
| 120  | 121  | 95   | 72   | 62   | 78   |

## Administració
| Període | Identitat         | Partit | Qualitat |  |
| ------- | ----------------- | ------ | -------- |  |
| 2008-   | Paul-Jean Peraldi |        |          |  |